# Verano Brianza
Verano Brianza là một đô thị ở tỉnh Monza và Brianza, vùng Lombardia của Italia, khoảng 25 km về phía bắc Milano. Tại thời điểm ngày 31 tháng 12 năm 2004, đô thị này có dân số 8.968 và diện tích là 3,5 km².
Verano Brianza giáp các đô thị: Briosco, Giussano, Carate Brianza.
Nhà du hành vũ trụ Italia Paolo Nespoli sinh ra ở đây.